# Збірна Фіджі з футболу
Збі́рна Фі́джі з футбо́лу — національна футбольна команда держави Фіджі, якою керує Футбольна асоціація Фіджі. Найкращими результатом вважається 3-є місце на Кубку націй ОФК 1998 та 2008 року.
Станом на 28 листопада 2024 посідає 147-e місце у рейтингу футбольних збірних світу.

## Чемпіонат світу
- 1930 до 1978 — не брала участь
- 1982 — не пройшла кваліфікацію
- 1986 — не брала участь
- 1990 до 2026 — не пройшла кваліфікацію

## Кубок націй ОФК
- 1973 — 5-е місце
- 1980 — 4-е місце
- 1996 — не пройшла кваліфікацію
- 1998 — 3-е місце
- 2000 — не допущена до змагань
- 2002 — груповий етап
- 2004 — 4-е місце
- 2008 — 3-е місце
- 2012 — не пройшла кваліфікацію

## Тренери
- Саші Махендра Сінг (1960–1976)
- Руді Гутендорф (1981)
- Воллі Г'юз (1981–1982)
- Майкл Томен (1983–1986)
- Руді Гутендорф (1987)
- Денні Макленнан(1998)
- Біллі Сінг (1998–2002)
- Лес Шейнфлуг (2002)
- Лі Стеррей (2003)
- Тоні Базнел (2004)
- Хуан Карлос Буццетті (2006–2009)
- Йогендра Дутт Дутт (2009–2010)
- Гурджит Сінг (2011)
- Хуан Карлос Буццетті (2011–)